# Calle 88–Avenida Boyd (línea de la Calle Fulton)
La Calle 88–Avenida Boyd (conocida como la Calle 88) es una estación en la línea de la Calle Fulton del Metro de Nueva York de la división B del Independent Subway System. La estación se encuentra localizada en Ozone Park, Brooklyn entre la Calle 88 y la Avenida Liberty. La estación es servida en varios horarios por los trenes del Servicio .

## Enlaces externos

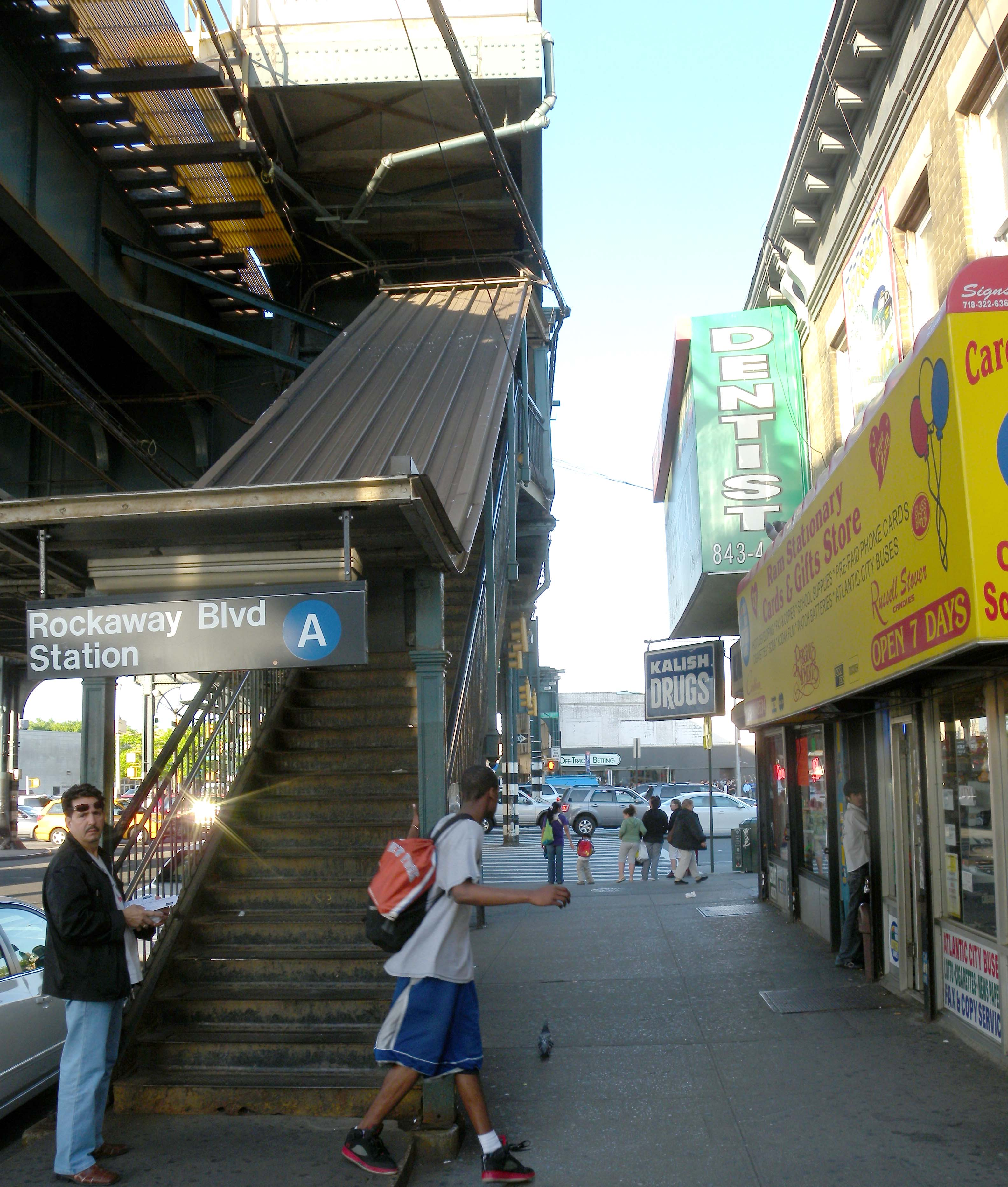
Escalera en sentido sur